# سيلسي
سيلسي هي بلدية في مقاطعة رييتي في إيطاليا بمنطقة لاتيوم، تقع على بعد حوالي 45 كيلومتر (28 ميل) شمال روما وحوالي 25 كيلومتر (16 ميل) جنوب غرب رييتي. اعتبارًا من 31 ديسمبر 2004، كان عدد سكانها 1038 نسمة ومساحتها 7.8 كيلومتر مربع (3.0 ميل2) .

## روابط خارجية
- selci.comunelazio.net/